# Gerhard Uhde
Gerhard Gottfried Karl Uhde (* 7. August 1902 in Podgórz (Toruń), Westpreußen; † 7. August 1980 in Heidenheim an der Brenz, Baden-Württemberg) war ein deutscher Schriftsteller und Theaterleiter.

## Leben
Gerhard Uhde wuchs in Ratibor in Oberschlesien auf. Nach dem Abitur engagierte er sich in der Jugendbewegung. Er schloss sich einer Wanderspieltruppe an, studierte kurz Medizin und spielte weiter in der Theatertruppe. Dann studierte er Germanistik und Philologie in Erlangen, Bonn und Hamburg. Anschließend spielte er bei den Haaß-Berkow-Spielen. 1929 veröffentlichte Gerhard Uhde seinen ersten Roman. Ab 1933 war er auch als Schauspieler am Staatstheater Stuttgart tätig. 1938 und 1939 leitete Uhde die Aufführungen des Naturtheaters Heidenheim. Danach war er Theaterleiter in Esslingen. Seit 1941 war er Soldat. Aus der Kriegsgefangenschaft wurde Gerhard Uhde 1947 entlassen. Danach ließ er sich in Bad Hersfeld als freier Schriftsteller nieder. 1975 zog er nach Heidenheim, wo er noch fünf Jahre lebte. Er veröffentlichte Romane, Erzählungen, Theaterstücke und weitere Texte. 

## Werke (Auswahl)
- Der Bibelrekrut, Roman, 1929
- Die goldene Gans, Märchenkomödie, 1931
- Kristall aus Sieben, Geschichte, 1932
- An beiden Ufern, Gedichte und Gedanken, 1935
- April bis März und ein Kinderherz, Erzählung, 1936
- Königin aus Holz, Roman 1937, 3. Auflage 1957
- Veronika und Angela, Novelle 1938, 2. Auflage 1954
- Gesicht im Dunkeln, Roman 1939, 2. Auflage
- Tagelöhner in einer kleinen Stadt, Wahrheit und Dichtung, 1977

## Ehrungen
- Eichendorff-Literaturpreis (1968)[1]
- Goldene Ehrenplakette der Stadt Bad Hersfeld (1974)[1]

- Westpreußischer Kulturpreis (1977)[1]
- Bundesverdienstkreuz am Bande (1977)[2]
- AWMM-Buchpreis der Arbeitsgemeinschaft für Werbung, Markt und Meinungsforschung, posthum verliehen (1981)[3]